# Samuel Preston
 (avril 2019).
Si vous disposez d'ouvrages ou d'articles de référence ou si vous connaissez des sites web de qualité traitant du thème abordé ici, merci de compléter l'article en donnant les références utiles à sa vérifiabilité et en les liant à la section « Notes et références ».
Pour les articles homonymes, voir Preston.
Samuel Preston, ou simplement Preston, est un chanteur britannique né le 16 janvier 1982 à Worthing. Il est surtout connu pour avoir fait partie du groupe de rock à tendance mod The Ordinary Boys. Le groupe est influencé par The Jam, The Smiths, The Specials ou Madness.
Il a également fait partie du casting du Celebrity Big Brother 4 où il a fini finaliste.
Pendant son séjour dans le loft, il a eu une relation avec Chantelle Houghton (qu'il épousera, mais divorceront officiellement le 27 novembre 2007).
Il a été enfermé dans la maison des célébrités avec l'homme politique George Galloway, le chanteur de Dead or Alive, Pete Burns, l'actrice Traci Bingham ou encore l'ancien joueur de basket Dennis Rodman.
Le 24 août 2010 il participe pour un maximum de 18 jours au Ultimate Big Brother où il retrouve notamment Chantelle Houghton, son ex-femme.